# Аньелли, Сузанна
Суза́нна Анье́лли (итал. Susanna Agnelli; 24 апреля 1922, Турин, Италия — 15 мая 2009, Рим, Италия) — итальянский политический деятель, бывший министр иностранных дел Италии (1995—1996), первая женщина на этом посту. По мужу, Урбано Ратацци (1918—2007), графиня Раттацци, развелись в 1975 году.

## Биография
Представительница известной итальянской династии Аньелли, основавшей автомобильный концерн «Fiat».
В 1974—1984 гг. — мэр Арджентарио.
В 1976—1983 гг. — депутат Палаты депутатов от Итальянской республиканской партии.
В 1979—1981 гг. — одновременно депутат Европарламента.
В 1983 — член Сената.
В 1983—1991 гг. — заместитель министра иностранных дел.
В 1995—1996 гг. — министр иностранных дел Италии в правительстве Дини.
С 1996 г. в отставке.

## Общественная деятельность
Являлась президентом «Всемирного Фонда Дикой Природы» (WWF), была единственным представителем Италии в Международной комиссии по правам человека, входила в другие организации.
До последних дней возглавляла неправительственную организацию «Telethon» и фонд «Il faro», осуществлявшие крупные благотворительные и гуманитарные проекты.
Она написала несколько книг, но самой успешной стала «Vestivamo alla marinara» («Мы одеты как моряки»).